# Plate-forme à ancrage tendu
Une plate-forme à ancrage tendu, plate-forme à tendons ou encore plate forme à jambes de tension (diverses traduction de l'anglais Tension-leg platform) est un type de structure marine fixe, utilisé pour de nombreuses plates-formes pétrolières mais aussi étudiée dans le cadre de l'éolien offshore flottant.

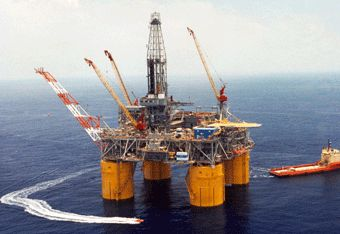
Plate-forme Mars, dans le golfe du Mexique.

Une telle plate-forme est reliée au plancher océanique par des câbles d'acier tendus. Ces câbles maintiennent la structure plus enfoncée dans l'eau que sa ligne de flottaison naturelle — en d'autres termes, la plate-forme dispose d'un excès de flottabilité. 
Les plates-formes de ce type peuvent être installées dans des profondeurs d'eau extrêmes : dans le cas du gisement Magnolia dans le golfe du Mexique, la profondeur d'eau est de 1 432 mètres à la verticale de la plate-forme.

## Images

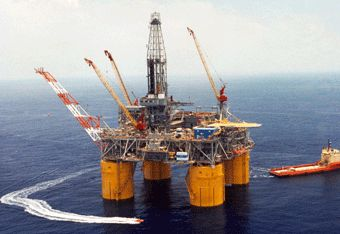
Plate-forme Mars dans le golfe du Mexique
Principe : plate-forme en position finale à droite
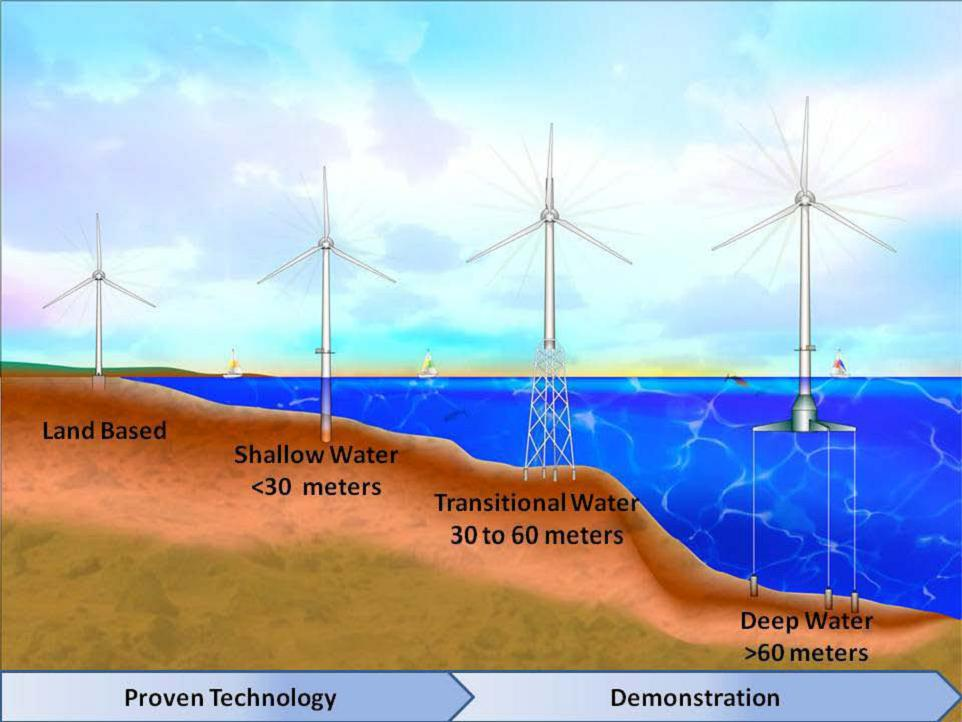
différentes solutions pour l'éolien offshore : l'ancrage tendu est la plus à droite